# Bradley James
Bradley James (Exeter, 11 oktober 1983) is een Brits acteur.

## Biografie
Bradley James werd geboren in Exeter, maar op negenjarige leeftijd verhuisde hij met zijn familie naar Jacksonville in Florida. In 2008 had Bradley James zijn eerste optreden op de televisie in de serie Lewis. Zijn doorbraak kwam later dat jaar toen hij de rol van Koning Arthur op zich nam in serie Merlin. Hij was van het begin tot aan het einde in 2012 aan de serie verbonden met zijn rol.